# فیلیپ دیلی
فیلیپ دیلی (انگلیسی: Philippe Delaye؛ زادهٔ ۲۶ ژوئن ۱۹۷۵) بازیکن فوتبال اهل فرانسه است.
از باشگاه‌هایی که در آن بازی کرده‌است می‌توان به باشگاه فوتبال باستیا، باشگاه فوتبال رن، و باشگاه ورزشی مون‌پلیه اشاره کرد.